# ミリオン (健康食品企業)
ミリオン株式会社は、埼玉県さいたま市に本社を置く、自社オリジナルブランド「ミリオンパワー」（無臭にんにくサプリ）、「国産緑黄色野菜ジュース」をはじめとする健康食品、美容商品等の企画・開発・販売を主な事業とする日本の企業。

## 会社沿革
（公式ウェブサイトより）
- 1983年4月：ミリオン株式会社の前身となる新日本ヘルス株式会社を設立。
- 1983年4月：日立化成工業株式会社、積水工業株式会社、ブリヂストン化成品工業株式会社、日立コンデンサー株式会社の新素材を使用し、本邦初の試みとして、アルミ蒸着を取り入れた 寝具『アルピノ』を、ブリヂストン化成品工業株式会社本庄工場で製造開始。同時期に両面使用の枕『ライムピロー』をブリヂストンタイヤ株式会社横浜工場の関連工場で生産開始。
- 1986年4月：宇部興産株式会社と提携し、小牧久時博士開発、宇部興産株式会社のバイオテクノロジーによってうまれたサチヴァミン複合体を、ブランド名『ミリオンパワー』として発売開始。
- 1988年4月：宇部興産株式会社の健康食品撤退により、株式会社生農研、アルファ株式会社と提携し、小牧久時博士開発の 健康食品商品群の取扱いに取り組む。
- 1989年4月：新日本ヘルス株式会社からミリオン株式会社に社名変更。
- 1989年4月：小牧久時博士研究室で開発された『プシュケー』（健康飲料・腸内有益菌培養エキス）発売。
- 1991年3月：小牧久時・山中太木両博士共同開発の『ミリオンのコラーゲン』（飲むコラーゲン）発売。
- 1994年9月：資本金を4000万に増資。
- 1994年11月：『ミリオンの国産緑黄色野菜ジュース』発売。
- 1996年2月：ミリオンパワーのハイグレード版『ミリオンパワーHG』発売。
- 1996年5月：日立化成株式会社の協力を得て整体マットおよび快眠まくら『鶴の夢』発売。
- 1999年4月：従来の整体マット『鶴の夢』の姉妹品整体マット『鶴の夢F』(普及版）発売。
- 1999年11月：コラーゲンにヒアルロン酸を配合した、店販向け商品『ミリオンのコラーゲン60』発売。
- 2003年5月：グルコサミン、コンドロイチンに西洋シロヤナギを配合した『グルコサミン＆コンドロイチン』発売。
- 2003年7月：『ミリオンのブルーベリー＆クランベリー』発売。
- 2004年8月：『ミリオンのアロエ＆グレープフルーツ』・『ミリオンのゴーヤー＆ヤーコン』発売。
- 2006年2月：『ミリオンパワーSG』発売。

## 主な商品
- ミリオンパワー
- ミリオンパワーHG
- ミリオンパワーSG
- ミリオンの国産緑黄色野菜ジュース
- ミリオンのブルーベリー＆クランベリー
- ミリオンのアロエ＆グレープフルーツ
- ミリオンのコラーゲン
- さらさら青魚
- プシュケー
- ウイルス除菌スプレーPK2

## CM

### 出演者
- 若林豪（俳優）

### CM使用楽曲提供
- 小林亜星（作曲家・俳優）